# Paullinia fournieri
Paullinia fournieri är en kinesträdsväxtart som beskrevs av J.F.Morales. Paullinia fournieri ingår i släktet Paullinia och familjen kinesträdsväxter. Inga underarter finns listade i Catalogue of Life.